# Bony dels Cóms
El Bony dels Cóms és una formació muntanyosa del terme de Conca de Dalt, dins de l'antic municipi d'Hortoneda de la Conca, al Pallars Jussà, en l'àmbit de l'antic poble de Perauba.
Està situat a la Serra de la Travessa, al sud-est del Bony de Font de Macià. És al sud de l'Obaga de Sacoberta, a ponent de la Matella del Serrat Blanc.